# Zapotalillo
Zapotalillo es una localidad peruana ubicada en el distrito de Lancones, perteneciente a la provincia de Sullana del departamento de Piura, al norte del Perú. 

## Ubicación
Zapotalillo se ubica al noreste de la provincia de Sullana, en el distrito de Lancones, en el departamento de Piura.

## Demografía
En 2017 Zapotalillo tenía una población de 2 habitantes.
| Gráfica de evolución demográfica de Zapotalillo entre 1993 y 2017 |
|                                                                   |
| Fuentes: Población 1993 y 2017                                    |